# 埃内斯托·安布罗西尼
埃内斯托·安布罗西尼（義大利語：Ernesto Ambrosini，1894年9月29日—1951年11月4日），意大利男子田径运动员。他曾代表意大利参加1920年和1924年夏季奥林匹克运动会田径比赛，其中1920年奥运会获得一枚铜牌。